# Ransbergstraat
De Ransbergstraat is een straatnaam en een heuvel in het Hageland in Vlaams-Brabant gelegen in de omgeving van Ransberg. De helling wordt ook wel Kapel van Ransberg genoemd.

## Wielrennen
De helling is onder andere opgenomen in de recreatieve wielerroute R.EV 1703 Fietsroute.